# 鍾晴 (填詞人)
鍾晴（英語：Wendy Chung，1986年9月21日—），原名鍾穎媞，香港流行曲填詞人。

## 簡歷
曾就讀於軒尼詩道官立下午小學及香港真光中學，紐西蘭奧克蘭大學科學系統計科學士。現居美國西雅圖。
小時候的鍾晴受家庭影響，覺得要以讀書為上，甚至連流行音樂都未有接觸，後來去到外國升學，才發現讀書以外還有很多空間，同時亦開始聽流行音樂，繼而2003年年底初嘗改編歌詞。2006年曾與數名友人（當中包括現時香港作家孤泣）於香港科學館合辦音樂會。
直至後來C AllStar的監製阿簡從網上論壇認識到她並邀請合作，《我們的電車上》及《天梯》就成了她頭兩首正式發表的詞作。藉《天梯》獲十大中文金曲、CASH金帆音樂獎及IFPI十大數碼暢銷歌曲等提名及獎項。截至2016年12月，《天梯》原裝MV在YouTube的點擊率超過1520萬次，成為全港在YouTube最多點擊率的原創粵語歌曲；往後亦有不少歌手重唱此曲，當中包括：張智霖、李克勤、蘇永康、Twins、泳兒、關淑怡、陳柏宇、周柏豪、林欣彤、徐子珊等。

## 出版作品
2009年
- 拾音社 - 小生活
- 拾音社 - 城牆使命
- 拾音社 - 午茶旅記
- 拾音社 - 最終幻想

2010年
- C AllStar - 我們的電車上

2011年
- C AllStar - 天梯
- 晴昕 - 女生外向

2012年
- 李蘊 - 沿途有你寵愛

2013年
- 馮凱淇 - 一時一愛

2015年
- C AllStar - 逾越生死

2016年
- 江若琳 - 世上只有你 (國語)

2017年
- 安俊豪 - 怪人
- C AllStar - 再不再見

2018年
- 符家浚 - 回頭開始
- 蘇慧恩 - 多少日子 (國語)
- 陳慧琳 - 也許我一直不懂愛情 (國語)

2019年
- 黃淑蔓 - 很久不見
- C AllStar - 沒有剩你一個
- 蘇慧恩 - 一馬平川

2021年
- 蘇慧恩 - Future
- 倪辰 - 無床共枕
- 黃淑蔓 - 致未來的我
- C AllStar - 相濡以沫

2024年
- 范明熙 - 隨便放閃

## 曾獲提名及獎項
| 年份 | 機構                       | 比賽/獎項                            | 作品             | 結果           |
| ---- | -------------------------- | ------------------------------------ | ---------------- | -------------- |
| 2007 | 伯樂音樂學院及香港城市大學 | 填詞比賽                             | 《盡量快樂》     | 最具潛質歌詞獎 |
| 2008 | 頌宣音樂                   | Voice!08基督教詞曲創作比賽           | 《我知道》       | 亞軍           |
| 2011 | 香港電台                   | 第33屆十大中文金曲獎                 | 《天梯》         | 獲獎           |
| 2011 | 明報周刊                   | 演藝動力大獎2011－最突出音樂幕後精英 | 《天梯》         | 提名           |
| 2011 | 香港作曲家及作詞家協會     | CASH金帆音樂獎－最佳歌曲             | 《天梯》         | 獲獎           |
| 2011 | 香港作曲家及作詞家協會     | CASH金帆音樂獎－最佳歌詞             | 《天梯》         | 入圍最後五強   |
| 2011 | IFPI國際唱片業協會         | 十大數碼暢銷歌曲                     | 《天梯》         | 獲獎           |
| 2011 | 無綫電視                   | 勁歌金曲                             | 《天梯》         | 獲獎           |
| 2012 | 新城電台                   | 勁爆新媒體歌曲                       | 《沿途有你寵愛》 | 獲獎           |
| 2012 | IFPI國際唱片業協會         | 十大數碼暢銷歌曲                     | 《天梯》         | 獲獎           |
| 2015 | 無綫電視                   | 勁歌金曲                             | 《逾越生死》     | 獲獎           |
| 2015 | 香港電台                   | 第38屆十大中文金曲獎                 | 《逾越生死》     | 獲獎           |

## 專訪及講座
| 年份 | 機構                       | 節目              | 主持          |
| ---- | -------------------------- | ----------------- | ------------- |
| 2007 | 網上電台UonLive            | 樂樂時分（訪問）  | Thatswhy      |
| 2007 | 網上電台UonLive            | NETSING道（訪問） | 阿田          |
| 2013 | 網上電台Teen Net           | UNPLUG（訪問）    | Blueair、大少 |
| 2013 | 香港傷健協會九龍西傷健中心 | 詞人詞話（講座）  | 喬星          |
| 2015 | 叱咤903                    | 廣東爆谷（訪問）  | Colin         |

## 外部連結
- 鍾晴個人網頁 （页面存档备份，存于）
- Facebook專頁：鍾晴 - 歌詞，一寫鍾情 （页面存档备份，存于）
- Instagram：鍾晴 - 歌詞，一寫鍾情 （页面存档备份，存于）
- Youtube：鍾晴 （页面存档备份，存于）